# جيمس لوفلوك
جيمس إفرائيم لوفلوك (بالإنجليزية: James Lovelock)‏ هو عالم بيئة مستقل؛ وأحد أشهر علماء الايكولوجيا في بريطانيا؛ وصاحب فرضية غايا المثيرة للجدل، والتي تقول بأن الأرض هي منظومة بيئية واعية ذاتية النظم conscious self-regulating system.
بعد حصوله على درجة الدكتوراه في الطب، بدأ لوفلوك مسيرته في إجراء تجارب للحفظ بالتبريد على القوارض، بما في ذلك ذوبان العينات المجمدة بنجاح. كانت أساليبه مؤثرة في نظريات حفظ الخلايا الحية بالتبريد (حفظ cryopres للبشر). اخترع كاشف التقاط الإلكترون، وباستخدامه، أصبح أول من قام باكتشاف الوجود الواسع لمركبات الكربون الكلورية فلورية في الغلاف الجوي. أثناء تصميم الأدوات العلمية لناسا، طور فرضية غايا.

## النشأة والتعليم
وُلِدَ جيمس لوفلوك في 26 يوليو 1919 في مدينة ليتشورث جاردن سيتي. فاز نيل، والدته، بمنحة دراسية لمدرسة قواعد، لكنه لم يستطع تحملها، وبدأ العمل في الثالثة عشرة من عمره في مصنع مخلل. كان والده، توم، قد قضى ستة أشهر من العمل الشاق في الصيد الجائر في سن المراهقة، وكان أميًا حتى التحق بالكلية التقنية، وبعد ذلك قام بإدارة متجر لبيع الكتب. انتقلت العائلة إلى لندن، حيث جعله كره لوفلوك للسلطة، بحسابه الخاص، تلميذًا غير سعيد في مدرسة ستراند.
لم يكن لوفلوك قادرًا على الذهاب إلى الجامعة، وهو أمر اعتقد أنه ساعد في منعه من أن يصبح أكثر تخصصًا وساعد في تطوير نظرية غايا.

## الحياة العملية
بعد تركه المدرسة، عمل لوفلوك في شركة للتصوير الفوتوغرافي، حيث التحق بكلية بيركبيك خلال المساء، قبل قبوله لدراسة الكيمياء في جامعة مانشستر، حيث كان طالبًا في الحائز على جائزة نوبل البروفيسور ألكسندر تود. عمل لوفلوك في مزرعة كويكر قبل توصية من أستاذه أدت به إلى تولي منصب مجلس البحوث الطبية،  يعمل على طرق حماية الجنود من الحروق. رفض لوفلوك استخدام الأرانب الحلاقة والمخدرة التي استخدمت كضحايا للحرق، وتعرض بشرته للإشعاع الحراري بدلاً من ذلك، وهي تجربة وصفها بأنها «مؤلمة بشكل رائع». مكّن وضع الطالب من تأجيل الخدمة العسكرية مؤقتًا خلال الحرب العالمية الثانية، لكنه سجل كمستنكف ضميريًا. تخلّى لاحقًا عن اعتراضه الضميري في ضوء الفظائع التي ارتكبها النازيون، وحاول التجنيد في القوات المسلحة، لكن قيل له إن بحثه الطبي كان بالغ الأهمية بحيث لا يمكن الموافقة على التجنيد.
في عام 1948، حصل لوفلوك على درجة الدكتوراه في الطب من كلية لندن للصحة والطب الاستوائي. أمضى العقدين القادمين في العمل في المعهد الوطني للبحوث الطبية في لندن. في الولايات المتحدة، أجرى أبحاثًا في جامعة ييل وكلية بايلور للطب وجامعة هارفارد.
في منتصف الخمسينيات من القرن العشرين، جرب لوفلوك عملية الحفظ بالتبريد للقوارض، حيث حددت أن الهامستر يمكن تجميده بنسبة 60٪ من المياه في المخ تتبلور في ثلج دون تسجيل آثار ضارة. وأظهرت الأجهزة الأخرى لتكون عرضة للضرر. وكانت النتائج مؤثرة في نظريات cryonics .
ابتكر لوفلوك، العديد من الأدوات العلمية، وقد صمم بعضها لناسا في برنامجها لاستكشاف الكواكب. أثناء عمله كمستشار في وكالة ناسا، طوّر لوفلوك فرضية غايا، التي اشتهر بها على نطاق واسع.
في أوائل عام 1961، اشتركت وكالة ناسا مع لوفلوك لتطوير أدوات حساسة لتحليل الأجواء خارج كوكب الأرض والأسطح الكوكبية. كان برنامج فايكنغ، الذي زار المريخ في أواخر سبعينيات القرن الماضي، مدفوعًا جزئيًا بتحديد ما إذا كانت المريخ تدعم الحياة، والعديد من أجهزة الاستشعار والتجارب التي تم نشرها في نهاية المطاف تهدف إلى حل هذه المشكلة. أثناء العمل على مقدمة لهذا البرنامج، أصبح لوفلوك مهتمًا بتكوين الغلاف الجوي للمريخ، مسببًا أن العديد من أشكال الحياة على المريخ ستكون مضطرة لاستخدامه (وبالتالي، تغييره). ومع ذلك، تم العثور على الغلاف الجوي في حالة مستقرة بالقرب من توازنه الكيميائي، مع القليل جدا من الأوكسجين، الميثان، أو الهيدروجين، ولكن مع وفرة هائلة من ثاني أكسيد الكربون. بالنسبة إلى لوفلوك، كان التناقض الصارخ بين الغلاف الجوي للمريخ والمزيج الديناميكي الكيميائي للغلاف الحيوي للأرض مؤشرا قويا على غياب الحياة على المريخ. ومع ذلك، عندما تم إطلاقها أخيرًا إلى المريخ، لا تزال تحقيقات فايكنغ تبحث (دون جدوى) عن الحياة الباقية هناك. تم إجراء المزيد من التجارب للبحث عن الحياة على سطح المريخ من خلال تحقيقات فضائية أخرى، آخرها ناسا 2012 Curiosity Rover.

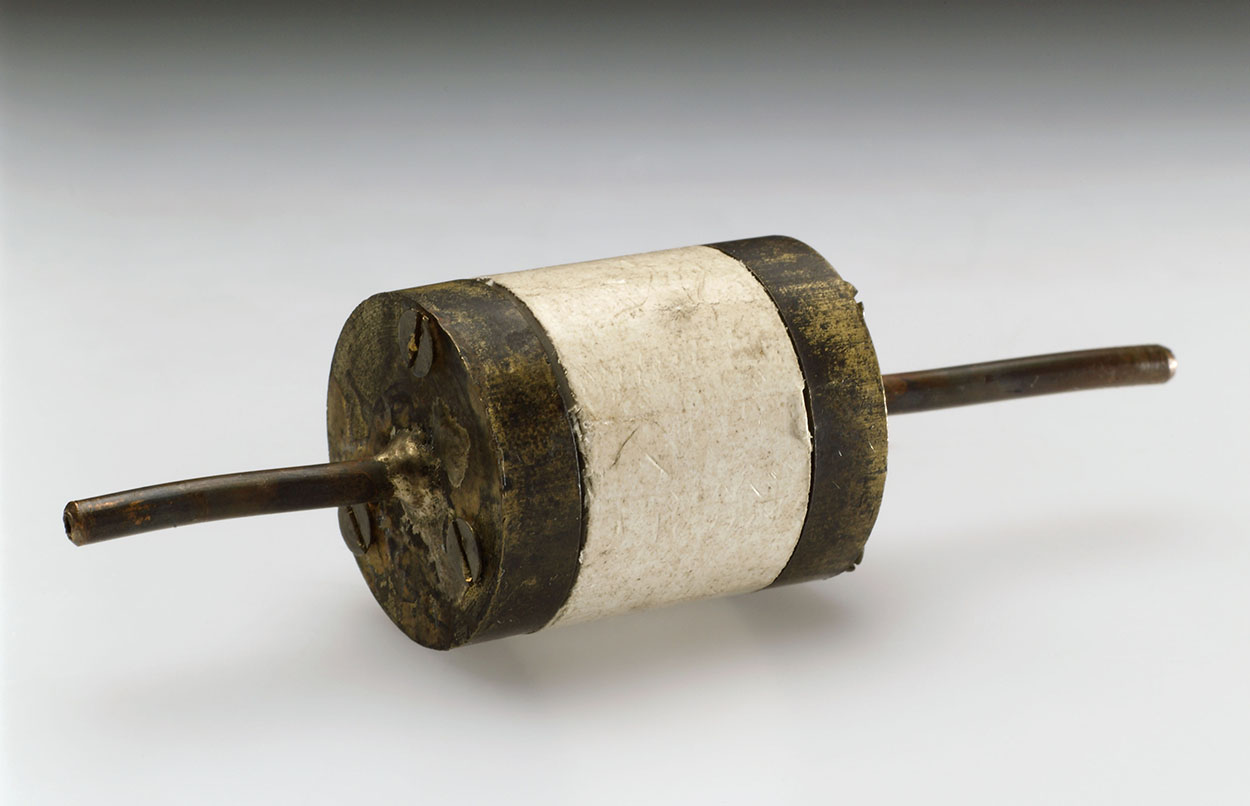
كاشف التقاط الإلكترون الذي طوره لوفلوك ، ومتحف العلوم في لندن

ابتكر لوفلوك كاشف التقاط الإلكترون، الذي ساعد في النهاية في اكتشافات بشأن ثبات مركبات الكربون الكلورية فلورية ودورها في استنفاد الأوزون في الستراتوسفير. بعد دراسة تشغيل دورة الكبريت على الأرض،  لوفلوك وزملاؤه، روبرت جاي تشارلسن، مينرات أندريه وستيفن جي وارن بتطوير فرضية CLAW كمثال محتمل للتحكم البيولوجي في مناخ الأرض.
انتخب لوفلوك كعضو للزمالة الجمعية الملكية في عام 1974. شغل منصب رئيس جمعية الأحياء البحرية (MBA) من 1986 إلى 1990، وكان زميلًا فخريًا زائرًا لكلية جرين تمبلتون في أكسفورد (المعروفة سابقًا باسم كلية جرين، أكسفورد) منذ عام 1994.
وكعالم مستقل، ومخترع، ومؤلف، عمل لوفلوك من مختبر تحول إلى حظيرة أطلق عليه «محطة تجريبية» تقع في وادي مشجر على حدود ديفون / كورنوال في جنوب غرب إنجلترا.
في عام 1988، ظهر في البرنامج التلفزيوني للقناة 4 بعد حلول الظلام .
في 8 مايو 2012، ظهر في مسلسل Radio Four The Life Scientific وهو يتحدث إلى جيم الخليلي عن فرضية غايا. في البرنامج، أشار إلى كيفية تلقي أفكاره من قبل مختلف الأشخاص، بمن فيهم جوناثان بوريت. وذكر أيضًا كيف كان لديه مطالبة باختراع فرن الميكروويف. وأوضح لاحقًا هذا الادعاء في مقابلة مع مجلة مانشستر . قال لوفلوك إنه صنع أداة أثناء دراسته لدراسة أسباب الأضرار التي لحقت بالخلايا والأنسجة الحية، والتي، حسب قوله، «كل شيء تقريبًا تتوقعه في فرن ميكروويف عادي». اخترع الأداة لغرض تسخين الهامستر المجمد بطريقة تسبب معاناة أقل للحيوانات، على عكس الطريقة التقليدية التي تنطوي على وضع ملاعق حمراء ساخنة على صندوق الحيوانات لتسخينها. إنه يعتقد أنه في ذلك الوقت، لم يذهب أحد إلى هذا الحد وقدم تجسيدا لفرن ميكروويف حقيقي. ومع ذلك، فهو لا يدعي أنه كان أول شخص لديه فكرة عن استخدام أفران ميكروويف للطهي.

### مركبات الكربون الكلورية فلورية

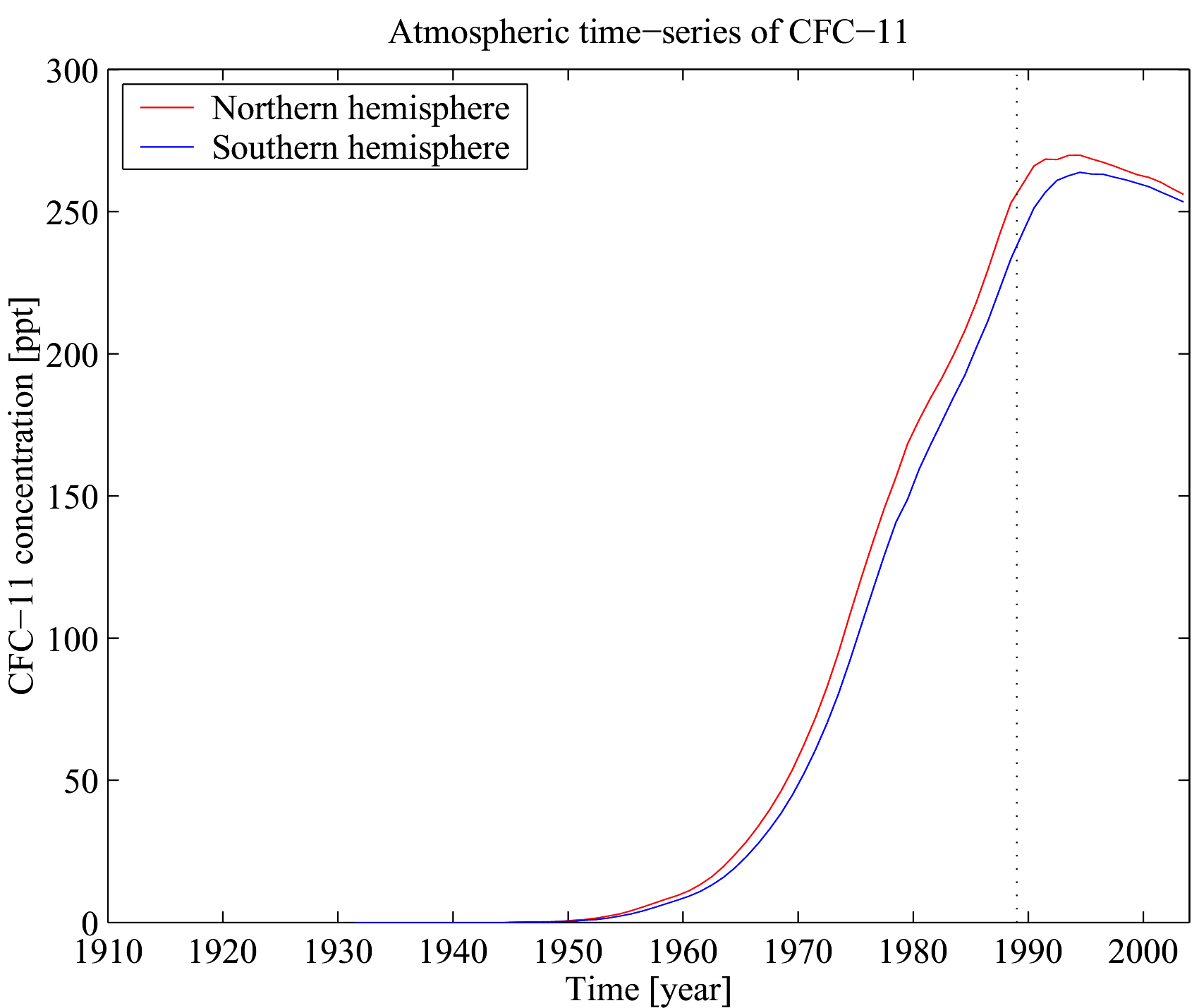
السلاسل الزمنية المعاد بناؤها لتركيزات CFC-11 في الغلاف الجوي

بعد تطوير كاشف التقاط الإلكترون، في أواخر الستينيات، كان لوفلوك أول من اكتشف الوجود الواسع لمركبات الكربون الكلورية فلورية في الغلاف الجوي. وجد تركيز 60 جزءًا لكل تريليون من مركبات الكربون الكلورية فلورية -11 فوق أيرلندا، وفي حملة بحثية ممولة جزئيًا في عام 1972، استمر في قياس تركيز مركبات الكربون الكلورية فلورية -11 من نصف الكرة الشمالي إلى القطب الجنوبي على متن سفينة الأبحاث RRS <i id="mwqQ">شاكلتون</i> . وجد الغاز في كل عينة من عينات الهواء الخمسين التي جمعها، لكنه لم يدرك أن انهيار مركبات الكربون الكلورية فلورية في الستراتوسفير سيطلق الكلور الذي يشكل تهديدًا لطبقة الأوزون، وخلص إلى أن مستوى مركبات الكربون الكلورية فلورية يشكل «لا خطر يمكن تصوره». وقد صرح منذ ذلك الحين بأنه لا يعني «أي خطر سام يمكن تصوره».
ومع ذلك، قدمت التجربة أول بيانات مفيدة عن الوجود في كل مكان لمركبات الكربون الكلورية فلورية في الغلاف الجوي. اكتشف شيروود رولاند وماريو مولينا الأضرار التي لحقت بطبقة الأوزون بسبب التحلل الضوئي لمركبات الكربون الكلورية فلورية. بعد الاستماع إلى محاضرة حول موضوع نتائج لوفلوك،  شرعوا في البحث الذي أدى إلى أول ورقة منشورة اقترحت وجود صلة بين مركبات الكربون الكلورية فلورية في طبقة الستراتوسفير واستنفاد الأوزون في عام 1974 (التي شاركت شيروود ومولينا فيما بعد في عام 1995 جائزة نوبل فيها الكيمياء مع بول كروتزين).

### فرضية غايا
وضع لوفلوك فرضية غايا لأول مرة خلال فترة الستينيات كنتيجة لعمل ناسا المهتم بالكشف عن الحياة على المريخ،  وتقترح فرضية غايا أن الأجزاء الحية وغير الحية من الأرض تشكل نظامًا تفاعليًا معقدًا يمكن التفكير فيه باعتباره كائن واحد. سميت على اسم الإلهة اليونانية غايا بناءً على اقتراح الروائي ويليام جولدينج،  تفترض الفرضية أن المحيط الحيوي له تأثير تنظيمي على بيئة الأرض التي تعمل على الحفاظ على الحياة.
في حين أن هذه الفرضية قد تم قبولها بسهولة من قبل الكثيرين في المجتمع البيئي، إلا أنها لم تكن مقبولة على نطاق واسع داخل المجتمع العلمي ككل. من بين أبرز منتقديها علماء الأحياء التطوريون ريتشارد دوكينز وفورد دوليتل وستيفن جاي جولد، وهو تقارب في الرأي بين الثلاثي الذي تتباين آراءه حول المسائل العلمية الأخرى في كثير من الأحيان. لقد تساءل هؤلاء (وغيرهم) من النقاد حول كيف يمكن للانتقاء الطبيعي الذي يعمل على الكائنات الحية أن يؤدي إلى تطور التوازن على نطاق الكواكب.
استجابةً لهذا لوفلوك، مع أندرو واتسون، نشر نموذج الكمبيوتر Daisyworld في عام 1983، الذي افترض كوكبًا افتراضيًا يدور حول نجم تزداد أو تنخفض طاقته الإشعاعية ببطء. في الحالة غير البيولوجية، تقوم درجة حرارة هذا الكوكب ببساطة بتتبع الطاقة المستلمة من النجم. ومع ذلك، في الحالة البيولوجية، فإن التنافس البيئي بين الأنواع «ديزي» ذات قيم البياض المختلفة ينتج تأثيرًا متماثلًا على درجة الحرارة العالمية. عندما تكون الطاقة المستلمة من النجم منخفضة، تتكاثر الإقحوانات السوداء لأنها تمتص جزءًا أكبر من الحرارة، ولكن عندما تكون مدخلات الطاقة مرتفعة، تسود الإقحوانات البيضاء لأنها تعكس الحرارة الزائدة. نظرًا لأن الإقحوانات البيضاء والسوداء لها تأثيرات معاكسة على البياض ودرجة الحرارة الكلية للكوكب، فإن التغيرات في أعدادها النسبية تعمل على استقرار مناخ الكوكب والحفاظ على درجة الحرارة ضمن نطاق مثالي رغم تقلبات الطاقة من النجم. جادل لوفلوك أن Daisyworld ، على الرغم من المثل، يوضح كيف أن الانتقاء الطبيعي التقليدي الذي يعمل على الكائنات الحية لا يزال بإمكانه إنتاج التوازن على نطاق الكواكب.

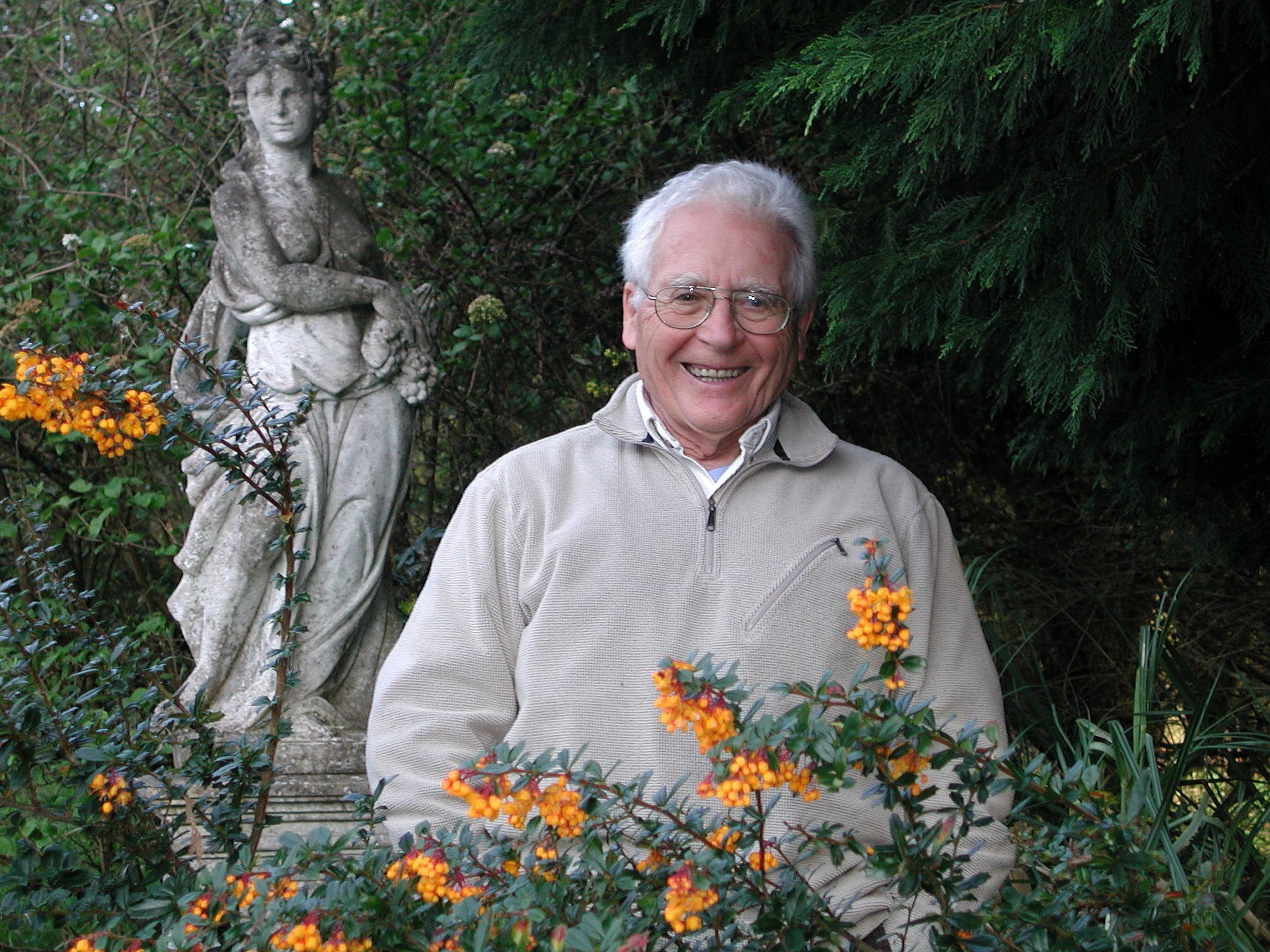
لوفلوك في عام 2005

في كتاب لوفلوك لعام 2006، The Revenge of Gaia ، يجادل بأن قلة احترام البشر لجايا، من خلال الأضرار التي لحقت بغابات المطر وانخفاض التنوع البيولوجي في الكواكب، يختبر قدرة غايا على التقليل إلى أدنى حد من آثار إضافة غازات الدفيئة. في الغلاف الجوي. هذا يلغي ردود الفعل السلبية على الكوكب ويزيد من احتمال ردود الفعل الإيجابية التماثلية المرتبطة الاحترار العالمي الجامح. وبالمثل، فإن الاحتباس الحراري للمحيطات يمتد طبقة الخط الحراري المحيطي للمحيطات الاستوائية إلى مياه القطب الشمالي والقطب الجنوبي، مما يمنع ظهور العناصر الغذائية للمحيطات في المياه السطحية ويزيل الطحالب الطحلبية للعوالق النباتية التي تعتمد عليها سلاسل الغذاء المحيطية. بما أن العوالق النباتية والغابات هما الطريقتان الرئيسيتان لتخليص غايا من غازات الدفيئة، ولا سيما ثاني أكسيد الكربون، وإخراجها من الغلاف الجوي، فإن القضاء على هذا التخزين المؤقت البيئي سيشهد، وفقًا لوفيلوك، أن معظم الأرض تصبح غير صالحة للسكن للبشر وغيرهم أشكال الحياة بحلول منتصف هذا القرن، مع امتداد هائل من الصحاري الاستوائية. (في عام 2012، نأى لوفلوك بنفسه عن هذه الاستنتاجات، قائلاً إنه «ذهب بعيداً» في وصف عواقب تغير المناخ على مدار القرن المقبل في هذا الكتاب.) 
في كتابه لعام 2009، The Vanishing Face of Gaia ،  يرفض النماذج العلمية التي لا تتفق مع النتائج التي تفيد بأن مستويات سطح البحر ترتفع وأن الجليد في القطب الشمالي يذوب بشكل أسرع من النماذج. وهو يقترح أننا قد نكون بالفعل وراء نقطة التحول المتمثلة في مرونة المناخ الأرضي إلى حالة حارة بشكل دائم. بالنظر إلى هذه الظروف، تتوقع لوفلوك أن الحضارة الإنسانية ستتعرض لضغوط شديدة من أجل البقاء. ويتوقع التغيير لتكون مشابهة إلى الحد الأقصى الباليوسين-الأيوسين الحراري  عندما تركيز في الغلاف الجوي CO <sub id="mw_w">2</sub> كان 450 جزء في المليون، وكانت درجة الحرارة من المحيط المتجمد الشمالي 23   °C.

### الطاقة النووية
أصبح لوفلوك يشعر بالقلق إزاء خطر الاحتباس الحراري الناجم عن ظاهرة الاحتباس الحراري. في عام 2004، تسبب في ضجة كبيرة في وسائل الإعلام عندما انفصل عن العديد من زملائه في مجال البيئة عندما أعلن أن «القوة النووية الوحيدة يمكنها الآن وقف الاحتباس الحراري». في رأيه، الطاقة النووية هي البديل الواقعي الوحيد للوقود الأحفوري الذي لديه القدرة على تلبية احتياجات الطاقة على نطاق واسع للبشرية مع تقليل انبعاثات الدفيئة. وهو عضو مفتوح في منظمة حماية البيئة النووية.
في عام 2005، على خلفية تجدد اهتمام حكومة المملكة المتحدة بالطاقة النووية، أعلن لوفلوك مرة أخرى علنًا دعمه للطاقة النووية، قائلاً: «أنا صديق للبيئة، وأناشد أصدقائي في الحركة التخلي عن اعتراضهم الخاطئ على الطاقة النووية». على الرغم من أن هذه التدخلات في النقاش العام حول الطاقة النووية حديثة العهد، فإن آرائه حولها قديمة العهد. في كتابه عام 1988 «عصور غايا».

## قائمة المراجع
- Lovelock، James (2019). Novacene: The coming age of hyperintelligence. آلن لين. ISBN:978-0241399361.  Lovelock، James (2019). Novacene: The coming age of hyperintelligence. آلن لين. ISBN:978-0241399361.  Lovelock، James (2019). Novacene: The coming age of hyperintelligence. آلن لين. ISBN:978-0241399361.
- Lovelock، James؛ وآخرون (2016). "The Earth and I". Taschen. ISBN:978-3-8365-5111-3. مؤرشف من الأصل في 2020-08-02. اطلع عليه بتاريخ 2017-06-30.  Lovelock، James؛ وآخرون (2016). "The Earth and I". Taschen. ISBN:978-3-8365-5111-3. مؤرشف من الأصل في 2020-08-02. اطلع عليه بتاريخ 2017-06-30.  Lovelock، James؛ وآخرون (2016). "The Earth and I". Taschen. ISBN:978-3-8365-5111-3. مؤرشف من الأصل في 2020-08-02. اطلع عليه بتاريخ 2017-06-30.
- Lovelock، James (2014). A Rough Ride to the Future. آلن لين. ISBN:978-0241004760.  Lovelock، James (2014). A Rough Ride to the Future. آلن لين. ISBN:978-0241004760.  Lovelock، James (2014). A Rough Ride to the Future. آلن لين. ISBN:978-0241004760.
- Lovelock، James (2009). The Vanishing Face of Gaia: A Final Warning: Enjoy It While You Can. آلن لين. ISBN:978-1-84614-185-0.  Lovelock، James (2009). The Vanishing Face of Gaia: A Final Warning: Enjoy It While You Can. آلن لين. ISBN:978-1-84614-185-0.  Lovelock، James (2009). The Vanishing Face of Gaia: A Final Warning: Enjoy It While You Can. آلن لين. ISBN:978-1-84614-185-0.
- Lovelock، James (2006). The Revenge of Gaia: Why the Earth Is Fighting Back – and How We Can Still Save Humanity. Santa Barbara (California): Allen Lane. ISBN:0-7139-9914-4.  Lovelock، James (2006). The Revenge of Gaia: Why the Earth Is Fighting Back – and How We Can Still Save Humanity. Santa Barbara (California): Allen Lane. ISBN:0-7139-9914-4.  Lovelock، James (2006). The Revenge of Gaia: Why the Earth Is Fighting Back – and How We Can Still Save Humanity. Santa Barbara (California): Allen Lane. ISBN:0-7139-9914-4.
- Lovelock، James (2005). Gaia: Medicine for an Ailing Planet. Gaia Books. ISBN:1-85675-231-3.  Lovelock، James (2005). Gaia: Medicine for an Ailing Planet. Gaia Books. ISBN:1-85675-231-3.  Lovelock، James (2005). Gaia: Medicine for an Ailing Planet. Gaia Books. ISBN:1-85675-231-3.
- Lovelock، James (2000). Homage to Gaia: The Life of an Independent Scientist. Oxford University Press. ISBN:0-19-860429-7. Lovelock، James (2000). Homage to Gaia: The Life of an Independent Scientist. Oxford University Press. ISBN:0-19-860429-7. Lovelock، James (2000). Homage to Gaia: The Life of an Independent Scientist. Oxford University Press. ISBN:0-19-860429-7. Lovelock، James (2000). Homage to Gaia: The Life of an Independent Scientist. Oxford University Press. ISBN:0-19-860429-7.  Lovelock، James (2000). Homage to Gaia: The Life of an Independent Scientist. Oxford University Press. ISBN:0-19-860429-7.  Lovelock، James (2000). Homage to Gaia: The Life of an Independent Scientist. Oxford University Press. ISBN:0-19-860429-7. (السيرة الذاتية لوفلوك)
- Lovelock، James؛ وآخرون (1991). Scientists on Gaia. Cambridge, Mass., USA: ميت بريس. ISBN:0-262-19310-8.  Lovelock، James؛ وآخرون (1991). Scientists on Gaia. Cambridge, Mass., USA: ميت بريس. ISBN:0-262-19310-8.  Lovelock، James؛ وآخرون (1991). Scientists on Gaia. Cambridge, Mass., USA: ميت بريس. ISBN:0-262-19310-8.
- Lovelock، James (2001) [Gaia Books 1991]. Gaia: The Practical Science of Planetary Medicine. دار نشر جامعة أكسفورد US. ISBN:0-19-521674-1.  Lovelock، James (2001) [Gaia Books 1991]. Gaia: The Practical Science of Planetary Medicine. دار نشر جامعة أكسفورد US. ISBN:0-19-521674-1.  Lovelock، James (2001) [Gaia Books 1991]. Gaia: The Practical Science of Planetary Medicine. دار نشر جامعة أكسفورد US. ISBN:0-19-521674-1.
- Lovelock، James (1995) [1988]. Ages of Gaia. Oxford University Press. ISBN:0-393-31239-9.  Lovelock، James (1995) [1988]. Ages of Gaia. Oxford University Press. ISBN:0-393-31239-9.  Lovelock، James (1995) [1988]. Ages of Gaia. Oxford University Press. ISBN:0-393-31239-9.
- Lovelock، James؛ Michael Allaby (1984). The Greening of Mars. غراند سنترال ببلشينغ. ISBN:0-446-32967-3.  Lovelock، James؛ Michael Allaby (1984). The Greening of Mars. غراند سنترال ببلشينغ. ISBN:0-446-32967-3.  Lovelock، James؛ Michael Allaby (1984). The Greening of Mars. غراند سنترال ببلشينغ. ISBN:0-446-32967-3.
- Lovelock، James؛ Michael Allaby (1983). Great Extinction. دابلداي. ISBN:0-385-18011-X.  Lovelock، James؛ Michael Allaby (1983). Great Extinction. دابلداي. ISBN:0-385-18011-X.  Lovelock، James؛ Michael Allaby (1983). Great Extinction. دابلداي. ISBN:0-385-18011-X.
- Lovelock، James (2000) [1979]. Gaia: A New Look at Life on Earth (ط. 3rd). Oxford University Press. ISBN:0-19-286218-9.  Lovelock، James (2000) [1979]. Gaia: A New Look at Life on Earth (ط. 3rd). Oxford University Press. ISBN:0-19-286218-9.  Lovelock، James (2000) [1979]. Gaia: A New Look at Life on Earth (ط. 3rd). Oxford University Press. ISBN:0-19-286218-9.
- Lovelock، James؛ Sidney Epton (6 فبراير 1975). "The Quest for Gaia". New Scientist. ج. 65 ع. 935: 304. مؤرشف من الأصل في 2020-08-03. اطلع عليه بتاريخ 2014-04-10.

## روابط خارجية
- جيمس لوفلوك على موقع IMDb (الإنجليزية)
- جيمس لوفلوك على موقع الموسوعة البريطانية (الإنجليزية)
- جيمس لوفلوك على موقع مونزينجر (الألمانية)
- جيمس لوفلوك على موقع ألو سيني (الفرنسية)
- جيمس لوفلوك على موقع إن إن دي بي (الإنجليزية)
- جيمس لوفلوك على موقع قاعدة بيانات الفيلم (الإنجليزية)
- جيمس لوفلوك يروي قصة حياته على شبكة الإنترنت من القصص (فيديو)
- استمع إلى مقابلة شفوية للتاريخ مع جيمس لوفلوك ، تم تسجيلها لتاريخ شفوي للعلوم البريطانية في المكتبة البريطانية.